# لوکاس والدمین
لوکاس والدمین (انگلیسی: Lucas Valdemarín؛ زادهٔ ۱۳ مهٔ ۱۹۷۸) بازیکن فوتبال اهل آرژانتین است.
از باشگاه‌هایی که در آن بازی کرده‌است می‌توان به باشگاه فوتبال ای‌آی‌کی، باشگاه فوتبال آرسنال ساراندی، باشگاه فوتبال ولز سارسفیلد، باشگاه فوتبال الچه، و باشگاه فوتبال راسینگ کلوب آویاندا اشاره کرد.